# Szymon Konarski
Szymon Konarski, také „Janusz Hejbowicz“, „Janusz Niemrawa“ (5. března 1808 Dobkiszki – 27. února 1839 Vilnius) byl polský revolucionář.

## Život

### Mládí
Otec Jerzy Stefan byl poručíkem národní jezdecké brigády, zúčastnil se polsko-ruské války v roce 1792 i Kościuszkova povstání, jako plukovník se usadil v Kalvariji, kde se stal soudcem. Dědeček po meči, Jakub, byl zase generálem litevského velkovévodství. Matka Paulina, rozená Wiszniewska, byla dcera člena vlády Litvy. Konarski měl mladšího bratra Stanisława. Chodil do školy v Sejnech a potom v Łomżi. Vyznával kalvinismus .
22. března 1826 nastoupil do pěšího pluku a 10. října 1827 byl povýšen na poddůstojníka. Během listopadového povstání byl povýšen na poručíka, zúčastnil se mj. v bitvách o Okuniew, Wawer, Grochów a Liw. Vydal se pod velením generála Dezyderyho Chłapowského do Litvy. Tam byl zajat Prusy a v zajetí strávil tři měsíce.

### Emigrace
V březnu 1832 přišel do Besançonu, kde studoval díla francouzského politického a sociálního myšlení a studoval hodinářství.
V roce 1832 vstoupil Konarski do zednářské lóže a zahájil svou politickou činnost. V tomto roce chtěly republikánské organizace svrhnout moc Ludvíka Filipa a přenést revoluci do Německa, Itálie a Polska. V roce 1833 polští emigranti podepsali dohodu s Mladou Itálií, podle níž Poláci vytvořili jednotku pro boj proti Karlu Albertovi, sardinskému králi. Konarski byl také jedním z jejích členů. Expedice pod velením generála Girolama Ramorina skončila úplným neúspěchem kvůli chybám v Ramorinově velení.
Po savojské katastrofě se Konarski připojil k Mladému Polsku, které bylo součástí Mladé Evropy. V té době jednal proti diplomatické hře Adama Czartoryského a nazval knížete nepřítelem polské emigrace. Během několika cest do Paříže se setkal s Janem Czyńskim, který začal ovlivňovat Konarského politické názory. Prostřednictvím Czyńského ovlivnily názory Konarského také názory Pawła Pestla. V roce 1835 začal s Czyńskim vydávat dvoutýdenní „Północ“ a navázal spolupráci se Sdružením dětí polského lidu. Na příkaz Sdružení měl odjet do Polska, ale byl zatčen policií, která mu nařídila opustit Francii. Obdobný příkaz byl vydán radikálům Leonovi Zaleskému a Adamovi Sperczyńskému. Konarski odešel do Velké Británie a poté do Bruselu, kde jednal s Joachimem Lelewelem.

### Soud a poprava
Díky Ludvíku Filipovi se Rusové dozvěděli o aktivitách radikálních polských emigračních stran a Konarski byl 27. května 1838 poblíž Vilniusu z příkazu ruského cara zatčen. Byl uvězněn v části bývalého kláštera basiliánů ve Vilniusu. Konarski navzdory komplikovaným mučením přijal veškerou vinu a pokusil se své společníky představit jako jím manipulované osoby. Konarski ve vězení navázal spolupráci s dozorci – poručík Mikołaj Kuźmin-Korowajew se pokusil zorganizovat jeho útěk, ale byl sám zatčen a odsouzen k trestu smrti (rozsudek byl změněn na doživotní exil).
27. února 1839 soudu odsoudil Konarského k popravě zastřelením a rozsudek byl vykonán ve Vilniusu v ranních hodinách. Jeho hrob byl pošlapán koňmi, aby se nikdy nenašel. V září 1839 bylo Konarského tělo tajně přeneseno a pohřbeno Antoninou Śniadeckou za pomoci několika důstojníků na kalvínském hřbitově ve Vilniusu.
Poté, co Polsko získalo nezávislost, byl na místě Konarského popravy postaven pomník zobrazující orla s nataženými křídly.

## Politické názory
Konarski představil své politické názory v článku Stav přechodu a konečné uspořádání komunity. Uznával sociální a materiální rovnost lidí, usiloval o politickou a národní svobodu. Požadoval svobodu pro rolníky a zástupce jiných národností. Vystoupil proti církevní hierarchii, kterou obvinil z narušení Kristova učení, prohlásil potřebu zavedení národní církve. Chtěl dosáhnout nezávislosti a sociálních změn díky spiklencům s radikálně nezávislým přístupem, s bratrskou podporou samotného ruského lidu, prostřednictvím revoluce. Povstání mělo být zásobeno obrovskými rezervami rolnických mas a střední třídy. Budoucnost Polska považoval za demokratickou.

## Díla
- Dziennik z lat 1831–1834.
- O obowiązkach Polaka. Program działań narodowych skreślony w roku 1838.
- Stowarzyszenie Ludu Polskiego na Podolu, Wołyniu i w guberni kijowskiej.